# Berentineøya
Berentineøya est une petite île du Svalbard située au sud d'Edgeøya. Elle fait partie de l'archipel des Kong Ludvigøyane. C'est l'île la plus au sud de l'archipel.
Elle est située au sud de Midtgarden, un ensemble de rochers, au sud-est de Ækongen et au sud-ouest d'Arendtsøya et Bruhnsøya.
Elle est l'île la plus proche de Bölscheøya (située au sud-est de Berentineøya), une île isolée des Tusenøyane.